# Vie et Passion de notre seigneur Jésus-Christ
Ne doit pas être confondu avec la première version du film, La Vie et la Passion de Jésus-Christ, sortie en 1903.
Pour plus de détails, voir Fiche technique et Distribution.
Vie et Passion de notre seigneur Jésus-Christ est un film muet français réalisé par Ferdinand Zecca, produit par Pathé Frères et sorti en 1906-1907. C'est un remake de la deuxième « Passion Pathé » intitulée La Vie et la Passion de Jésus-Christ, sortie en 1903, également produite par Pathé Frères et réalisée par Ferdinand Zecca et Lucien Nonguet. Mais il répond aussi à la sortie en 1906 de La Vie du Christ, la « Passion Gaumont », réalisé par Alice Guy en 1906, dont il reprend certaines innovations. 
S'il ne fait pas de doute que Ferdinand Zecca « supervise tout le monde [et] ne laisse à personne le soin de diriger » le film, la participation ou le rôle exact de certains autres collaborateurs sont plus débattus : Juan-Gabriel Tharrats attribue la mise en scène à Lucien Nonguet, en créditant Ferdinand Zecca du scénario et de la supervision ; Dwight Friesen considère que le film a été réalisé par Zecca et Segundo de Chomón, tandis que Pierre Lherminier affirme que Zecca s'est « fait assister [...] de Segundo de Chomón pour les prises de vue et les trucages », un avis que partage Juan-Gabriel Tharrats, ce dernier soulignant en outre que le rôle de la Vierge Marie est joué par Julienne Matthieu, l'épouse de Segundo de Chomón,.
Une première partie du film, Naissance de Jésus, sort fin 1906. Elle est notamment projetée à  l'Omnia Pathé en décembre 1906,. La version complète du film, en quatre parties, est mise en vente au printemps 1907.
Selon Juan-Gabriel Tharrats, le film est divisé en quatre parties :
- Naissance de Jésus, no  de catalogue 1604, 405 mètres en huit tableaux ;
- L'enfance de Jésus, no  de catalogue 1605, 400 mètres en huit tableaux ;
- Miracles et vie publique, no  de catalogue 1606, 485 mètres en huit tableaux ;
- Passion et mort de Jésus, no  de catalogue 1607, 800 mètres en dix-neuf tableaux[4].

Ce découpage et le nombre total de tableaux fait cependant l'objet de discussions entre spécialistes. Comme le souligne Richard Abel, les Passions Pathé et la Passion Gaumont ont été commercialisées dans une grande variété de formats. Dwight Friesen fait valoir que les sources sont contradictoires, le nombre de parties variant entre quatre et cinq et le nombre de tableaux entre trente-sept et trente-neuf. Il en tire la conjecture que Pathé a distribué simultanément deux versions du film
Pour la rendre plus abordable pour les forains, Pathé en fait en 1908 une version plus courte, de 990 mètres dont 882 mètres en couleur, divisée également en quatre parties, achetables séparément, en noir et blanc ou en couleurs.

## Fiche technique
- Titre : Vie et Passion de notre seigneur Jésus-Christ
- Réalisateur : Lucien Nonguet ou Ferdinand Zecca
- Scénario et supervision : Ferdinand Zecca
- Mise en scène : Lucien Nonguet
- Décors : Vincent Lorant-Heilbronn
- Images : Joseph-Louis Mundviller et Segundo de Chomón
- Trucages : Segundo de Chomón
- Direction de la figuration : Georges Hatot
- Société de production : Pathé Frères
- Société de distribution : Pathé Frères
- Pays d'origine : France
- Genre : biographie historique (en 43 tableaux)
- Durée : 2 090 m (45 mn[13])
- Date de sortie : 1906-1907

## Distribution
- Julienne Mathieu : la Vierge Marie